# Allerheiligen (Neuss)
Allerheiligen ist ein Stadtteil der zum 28. (statistischen) Neusser Bezirk Rosellen gehört (Bezirksausschuss VIII) und inklusive der Wohnplätze Gier sowie Kuckhof insgesamt 7.431 Einwohner zählt (Stand: 1. Januar 2019). Damit lebt in Allerheiligen etwa die Hälfte der Bevölkerung des südlichsten Neusser Bezirks Rosellen.

## Geographische Lage

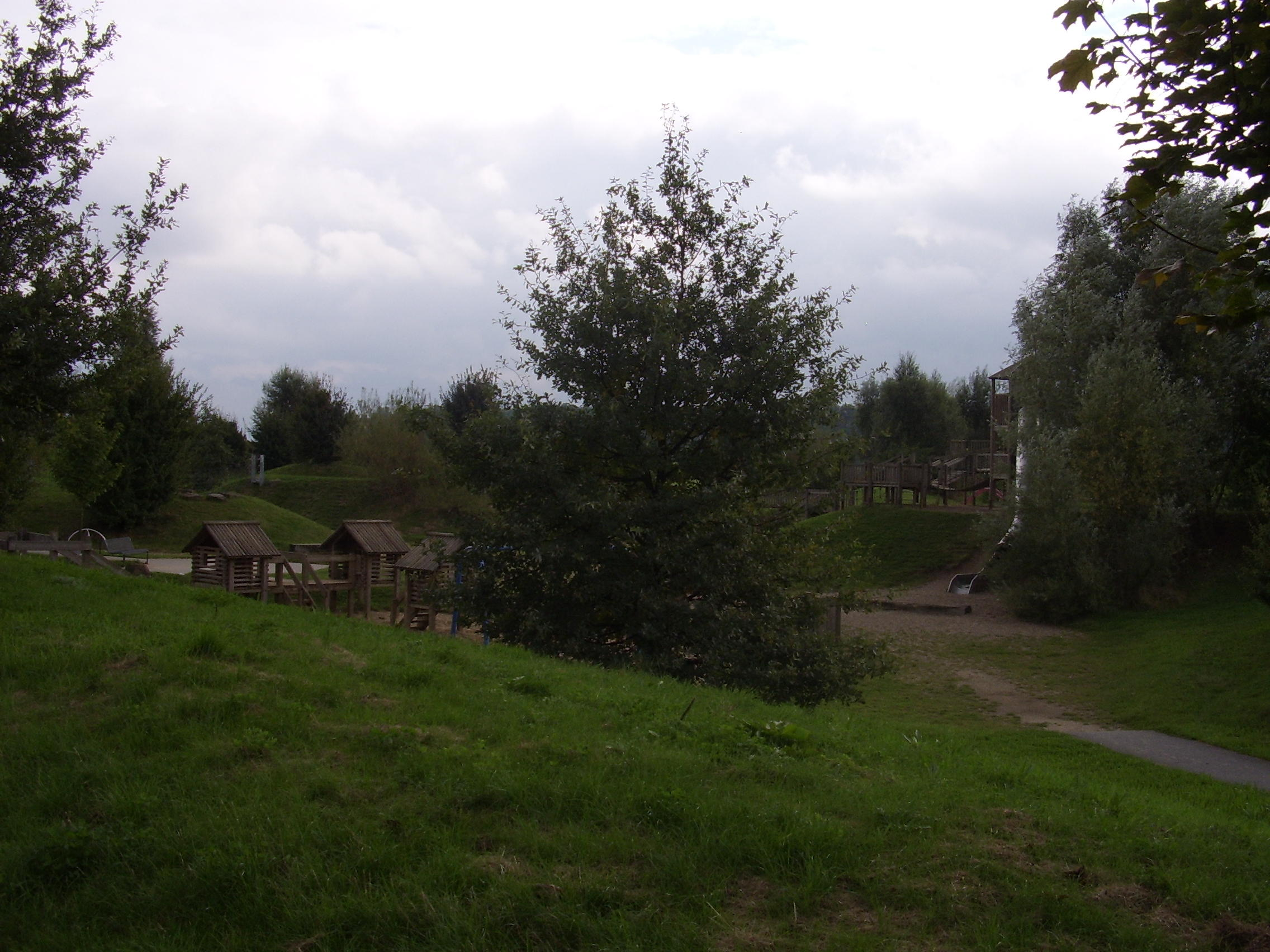
Abenteuerspielplatz

Allerheiligen liegt rund 10 km südöstlich der Neusser Innenstadt und verfügt über einen S-Bahn-Anschluss an der Strecke Düsseldorf–Neuss–Dormagen–Köln–Bergisch Gladbach. Unweit des Stadtteils befindet sich das Autobahndreieck Neuss-Süd (A 57/A 46). Allerheiligen grenzt an mehrere Neusser Stadtteile: im Westen an Rosellerheide und Rosellen, im Norden an Norf, im Nordosten an Elvekum sowie im Osten an Uedesheim. Im Süden grenzt Allerheiligen an Dormagen-Nievenheim.

## Geschichte
Die Gegend um Allerheiligen ist seit der Steinzeit besiedelt, wie Steinbeilfunde in der Nähe beweisen. Die heutigen Stadtteile/Ortschaften im Süden von Neuss entstanden im Rahmen der fränkischen Landnahme und gehörten zum Kirchspiel Rosellen und zum Kurfürstentum Köln. Die Bewohner hatten mehrfach unter Kriegszügen zu leiden, so 1474, als Karl der Kühne von Burgund Neuss belagerte. Nach der Besetzung durch die Franzosen wurde in Norf eine Mairie eingerichtet, der auch Allerheiligen untergeordnet wurde. 1815 fiel Allerheiligen an Preußen. Anfang des 20. Jahrhunderts waren rund 50 % der Einwohner Tagelöhner, 30 % Bauern und 20 % Handwerker. Mit der Ausweisung neuer Gewerbegebiete im Neusser Stadtgebiet entwickelte sich Allerheiligen zunehmend zu einer Pendlergemeinde. Seit den 1990er Jahren bis heute wächst der Stadtteil dynamisch weiter; regelmäßig entstehen neue Wohngebiete. Die Arbeiten im Nordosten von Allerheiligen (Neubaugebiet B) gehen im Jahr 2020 in die letzte Phase. Ein weiteres Neubaugebiet im Bereich Kuckhof ist für die nächsten Jahre in Planung.

### Bevölkerungsentwicklung

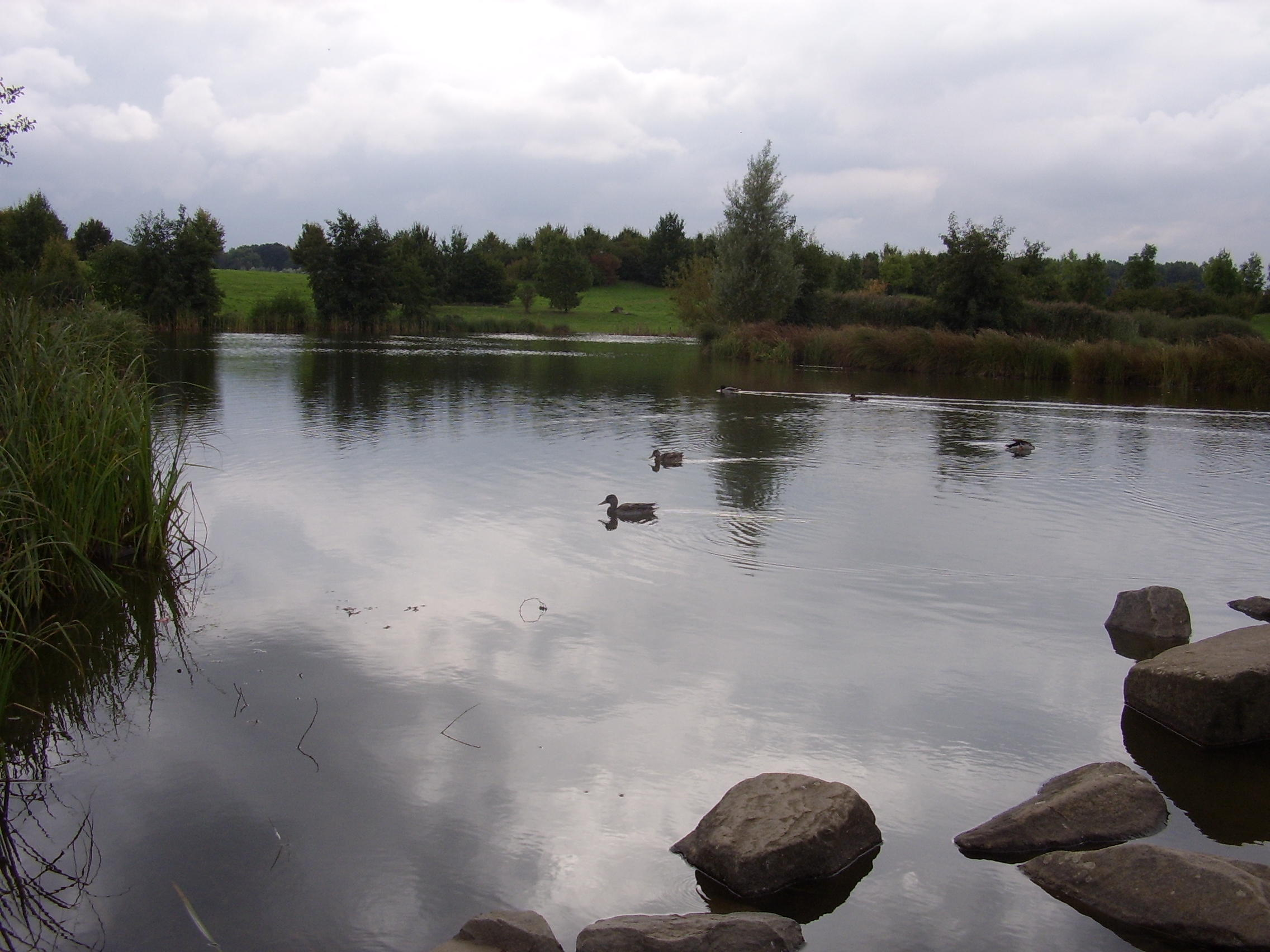
Teichanlage

| Jahr        | 2003  | 2004  | 2005  | 2006  | 2007  | 2008  | 2009  | 2010  | 2011  | 2012  | 2013  | 2014  | 2015  | 2016  | 2017  | 2018  | 2019  | 2024  |
| ----------- | ----- | ----- | ----- | ----- | ----- | ----- | ----- | ----- | ----- | ----- | ----- | ----- | ----- | ----- | ----- | ----- | ----- | ----- |
| Bevölkerung | 4.200 | 4.477 | 4.629 | 4.688 | 4.747 | 4.744 | 4.806 | 5.078 | 5.276 | 5.461 | 5.895 | 6.261 | 6.439 | 7.097 | 7.192 | 7.362 | 7.431 | 9.637 |

## Sehenswürdigkeiten
Im Süden von Allerheiligen (dem ehemaligen Neubaugebiet A) entstand eine Parkanlage mit einem 4.900 Quadratmeter großen Teich und Rundwanderwegen. Außerdem gibt es dort einen großen Abenteuerspielplatz.

## Wirtschaft und Infrastruktur

### Verkehrsverbindungen
Neben den Buslinien der Stadtwerke Neuss (Linie 841 und 850), die u. a. eine direkte Verbindung an die angrenzenden Neusser Stadtteile Rosellen, Rosellerheide, Norf, Uedesheim bzw. die Neusser Innenstadt ermöglichen und der von Stadtwerke Neuss und Rheinbahn gemeinschaftlich betriebenen Schnellbuslinie SB53, mit der u. a. die Düsseldorfer Universität erreichbar ist, verfügt Allerheiligen seit dem Jahr 2003 über einen S-Bahn-Anschluss. Der S-Bahn-Haltepunkt Neuss-Allerheiligen wird durch einen 10 m hohen Lärmschutzwall von der Siedlung getrennt. Die Linie S11 der S-Bahn Rhein-Ruhr verkehrt auf der Strecke Düsseldorf-Neuss-Köln in der Woche im 20-Minuten-Takt. Sie verbindet den Stadtteil mit den Nahverkehrsnetzen von Neuss und Düsseldorf sowie Köln. Es liegt dadurch auch eine direkte Verbindung zum Flughafen Düsseldorf vor.
| Linie | Verlauf / Anmerkungen | Takt   |
| ----- | --- | ------ |
| S 11  | D-Flughafen Terminal – D-Unterrath – D-Derendorf – D-Zoo – D-Wehrhahn – Düsseldorf Hbf – D-Friedrichstadt – D-Bilk – D-Völklinger Straße – D-Hamm – NE Rheinparkcenter – NE Am Kaiser – Neuss Hbf – Neuss Süd – Norf – NE-Allerheiligen – Nievenheim – Dormagen – Dormagen-Chempark – Köln-Worringen – K-Blumenberg – K-Chorweiler Nord – K-Chorweiler – K-Volkhovener Weg – K-Longerich – K-Geldernstraße/Parkgürtel – K-Nippes – K-Hansaring – Köln Hbf – K-Messe/Deutz – K-Buchforst – K-Mülheim – K-Holweide – K-Dellbrück – Duckterath – Bergisch Gladbach Stand: Fahrplanwechsel Dezember 2023 | 20 min |

Über die Kreisstraßen K30, K30n und K33 sowie die Landesstraße L380 ist Allerheiligen im Individualverkehr zu erreichen. Die nächsten Autobahnen sind A 46 (Ausfahrt Neuss-Uedesheim) und A 57 (Ausfahrt Neuss-Norf bzw. Dormagen). Auf diese Weise kann das Zentrum der Landeshauptstadt Düsseldorf (Rheinturm) in etwa 15 Minuten, die Innenstadt von Köln (Dom) nach ungefähr 30 Minuten erreicht werden. Der Rhein bei Uedesheim ist mit dem Fahrrad etwa 15 Minuten entfernt.

### Sportmöglichkeiten
Seit November 2005 verfügt Allerheiligen über ein Sportzentrum mit einer Dreifachsporthalle und einer Gymnastikhalle. Im Sommer 2013 ist in der Nähe des S-Bahn Haltepunkts ein Skatepark eröffnet worden.

### Nahversorgung
Allerheiligen verfügt unter anderem über ein Nahversorgungszentrum mit zwei Supermärkten, einer Apotheke, einem Schreibwarenladen (Post), einer Reinigung, einer Pizzeria und einem Restaurant mit Biergarten.

### Energieversorgung
Neuss-Allerheiligen bezieht Fernwärme für die Haushalte aus dem im benachbarten Neuss-Uedesheim gelegenen größten Aluminium-Walzwerk der Welt.

## Vereine
- St. Peter Schützenbruderschaft
- St. Martins-Komitee Allerheiligen
- Ausdauer-Sport-Club ASC Rosellen
- SV 1930 Rosellen e. V.
- Heimatverein vormals Reiterverein 1881 Rosellen
- 1.Regimentstambourcorps Freude zur Musik 2022 Allerheiligen

## Schule
Im Jahr 2015 hat im Stadtteil eine Grundschule ihren Lernbetrieb aufgenommen. Weiterführende Schulen befinden sich unter anderem im angrenzenden Stadtteil Neuss-Norf.

## Kindergärten
In Allerheiligen befinden sich zurzeit fünf Kindergärten.